# 木下春奈
木下 春奈（きのした はるな、1998年〈平成10年〉6月9日 - ）は、大阪府出身の元アイドルで、女性アイドルグループNMB48の元メンバーである。2016年10月に芸能界から引退した。

## 略歴

### NMB48時代
以下は公式サイトに基づく。
2010年
- 9月20日に『NMB48オープニングメンバーオーディション』に合格する。応募総数7256名、最終合格者26名である。
- 10月9日に『Visit Zooキャンペーン応援プロジェクト AKB48 東京秋祭り supported by NTTぷらら』で、NMB48第1期研究生26名の1人として初登場する。
- 10月17日に神戸国際会館で、SKE48の初ツアー『SKE48 コンサート「汗の量はハンパじゃない」』最終公演に出演する。
- 12月18日に京セラドーム大阪で開催された『AKB48 Beginner【通常盤】全国握手会イベント「AKB48祭り」powered by ネ申テレビ』で、NMB48第1期研究生25名の1人としてサプライズライブで「会いたかった」と「NMB48」を披露する。

2011年
- 1月1日に難波のNMB48劇場で開始した『NMB48 1期生「誰かのために」』公演で、16名の選抜メンバーとして劇場公演デビュー[2]する。
- 3月10日にNMB48第1期研究生25名から、チームNのメンバー16名[3]に選出される。

2014年
- 2月24日にZepp DiverCityの「AKB48グループ大組閣祭り」で、チームBIIへ異動[4]が発表される。
- 4月22日にチームBIIへ異動する。

2016年
- 9月17日に大学進学でグループを卒業することを発表[Blog 1]する。10月21日にNMB48劇場で卒業公演を[5]、23日にインテックス大阪で「僕はいない」発売記念個別握手会を、それぞれ催してNMB48メンバーとしての活動を6年で終了する[Blog 2]。

### NMB卒業後
2018年6月に結婚し、2019年6月7日に第一子の男児を出産する。
2020年3月1日にYouTubeチャンネルを開設する。10月24日に大阪城ホールで『NMB48 吉田朱里 卒業コンサート～さよならピンクさよならアイドル～』にサプライズ出演し、「なんでやねん、アイドル」を歌唱した。2021年8月15日に大阪城ホールで『白間美瑠卒業コンサート～みるるん、さるるん、ありがとう♥～』に出演し、「雨の動物園」を歌唱する。

## 人物
2人の姉と弟1人の4人兄弟の三女である。
高所恐怖症で、ジェットコースターを苦手とする。誰とでもすぐ仲良くなれるところが長所で、ダンス、茶を飲みながらブリッジを特技、読書、音楽鑑賞、ジグソーパズルを趣味とする。ピラミッドなどエジプトの歴史を好む。
モデルと女優を志望し、北川景子のファンとして2015年12月26日に『第3回 北川ファミリーミーティング』で本人と対面し「感情が忙しいので何も言えない」と興奮する。
ガールズユニット『CHERRSEE』の元メンバーであるMIYUこと村島未悠は、高校の同級生で3年間同級である。

### NMB48
愛称は、はる。福本愛菜が「ふぁるこん」というニックネームを考え、本人の自称としても時々用いていた。命名の由来は「見た目」。
キャッチフレーズは、当初は「大人じゃ無いでー! 子供やでー! 大人に見える? ちゃうちゃう。だってまだランドセル背負ってんねん!! 小学校6年生12才の木下春奈です。」であったが、中学校進学に伴い「元気満々、天真爛漫、春爛漫! でも春奈は中1ウーマン!」と変更した。
初代チームNの最年少メンバーだがMCの評価が高く、街頭ビジョン番組『NMB48 presents NUMBER SHOT』の司会を務めた。MCの進行を任された公演初日に秋元康は「あの子はすごい」と評し、AKB48やSKE48のメンバーから「しゃべりの上手な子」として知られていた。
Google+のAKB48グループ部活動で、演劇部に所属していた。

## NMB48での参加曲

### シングルCD選抜曲
- 絶滅黒髪少女
  - 青春のラップタイム
  - 僕が負けた夏 - 白組名義
  - 三日月の背中
- オーマイガー!
  - 僕は待ってる
  - 結晶 - 白組名義
  - なんでやねん、アイドル
- 純情U-19
  - 努力の雫 - 白組名義
- 「ナギイチ」に収録
  - 理不尽ボール - アンダーガールズ名義
  - 最後のカタルシス - 白組名義
- ヴァージニティー
  - 妄想ガールフレンド
- 「北川謙二」に収録
  - 恋愛被害届け - 紅組名義
- 「僕らのユリイカ」に収録
  - 届かなそうで届くもの
  - 奥歯 - 白組名義
- 「カモネギックス」に収録
  - どしゃぶりの青春の中で - 白組名義
- 「高嶺の林檎」に収録
  - プロムの恋人 - 白組名義
- 「らしくない」に収録
  - スターになんてなりたくない - Team BII名義
- 「Don't look back!」に収録
  - 卒業旅行
  - ロマンティックスノー - Team BII名義
  - ニーチェ先輩 - 難波鉄砲隊其之六名義
- 「ドリアン少年」に収録
  - 心の文字を書け! - Team BII名義
- Must be now
  - 空腹で恋愛をするな - Team BII名義
- 「甘噛み姫」に収録
  - フェリー - Team BII名義
- 「僕はいない」に収録
  - 妄想マシーン3号機 - Team BII名義

AKB48名義
- 「ギンガムチェック」に収録
  - あの日の風鈴 - ウェイティングガールズ名義
- 「希望的リフレイン」に収録
  - Ambulance - ゆり組名義

### アルバム選抜曲
NMB48名義
- 『てっぺんとったんで!』に収録
  - てっぺんとったんで!
  - Lily - Team N名義
- 『世界の中心は大阪や 〜なんば自治区〜』に収録
  - “生徒手帳の写真は気に入っていない”の法則
  - 君にヤラレタ - Team BII名義

AKB48名義
- 『ここにいたこと』に収録
  - ここにいたこと
- 『1830m』に収録
  - 青空よ 寂しくないか?

### 劇場公演ユニット曲
チームN 1st Stage「誰かのために」公演
- Bird
- 制服が邪魔をする

チームN 2nd Stage「青春ガールズ」公演
- 雨の動物園
- ふしだらな夏

チームN 3rd Stage「ここにだって天使はいる」公演
- 何度も狙え!
- 100年先でも

 チームBII 3rd Stage「逆上がり」公演
- エンドロール ※
  - ※高柳明音休演時及び兼任解除後は、高柳のポジションを担当。

## 出演

### テレビ
- スター姫さがし太郎「NMB48プロジェクト」（2010年9月11日 - 2011年9月24日、テレビ東京）
- どっキング48（2011年4月19日 - 2012年4月17日・8月7日 - 10月30日・2013年2月12日 - 3月26日、関西テレビ）
- AKBと××!（2011年4月21日 - 2012年3月15日「××選抜」、2012年5月17日 - 「木下ポスター貼る奈のコラボポスター貼り巡り旅」、読売テレビ）
- なにわなでしこ（2011年7月12日 - 12月28日、日本テレビ）
- 流行りん♥モンロー!（2012年4月23日 - 9月17日、関西テレビ）
- なにわアイドル今昔物語（2012年3月31日、eo光チャンネル）
- あるあるYYテレビ（2012年7月31日・11月13日、TVQ九州放送）
- NMBとまなぶくん（2013年4月11日 - 、関西テレビ）
- 虎バン（2016年3月6日 - 不定期出演、ABCテレビ）

### ラジオ
- ラジオドラマ「わたしの稲むらの火」（2012年6月2日、NHKラジオ第1放送「とっておきラジオ」内） - 真希 役[19]

※ NHK-FM（和歌山県域）で先行放送（2012年4月30日）

### 街頭ビジョン
- ラジカルビデオジョッキー「NMB48 presents NUMBER SHOT」（2011年2月7日 - 、トンボリステーション）

### 映画
- NMB48 げいにん!THE MOVIE お笑い青春ガールズ!（2013年8月1日、よしもとクリエイティブ･エージェンシー）

### ブログ
1. ↑  “NMB48 チームBII 木下春奈 卒業に関しまして”. NMB48オフィシャルブログ.  サイバーエージェント (2016年9月17日). 2021年4月19日閲覧。
2. ↑  “NMB48 15th「僕はいない」インテックス大阪個別握手会”. NMB48オフィシャルブログ.   サイバーエージェント (2016年10月23日). 2021年4月19日閲覧。
3. ↑  “吉田朱里卒業コンサート～さよならピンクさよならアイドル～”. NMB48オフィシャルブログ.   サイバーエージェント (2020年10月24日). 2021年4月19日閲覧。
4. ↑  “春奈♪またまた弟”. NMB48オフィシャルブログ.   サイバーエージェント (2011年8月4日). 2021年4月19日閲覧。
5. ↑  “春奈♪バンジー(゜∀゜;ノ)ノ”. NMB48オフィシャルブログ.   サイバーエージェント (2011年9月15日). 2021年4月19日閲覧。
6. ↑  “春奈♪事件だよ!菜々ちゃん(笑)”. NMB48オフィシャルブログ.   サイバーエージェント (2011年6月26日). 2021年4月19日閲覧。
7. ↑  “春奈♪ふぁるこんと言います♪(笑)”. NMB48オフィシャルブログ.   サイバーエージェント (2011年9月26日). 2021年4月19日閲覧。

### 動画
1. 1 2  木下春奈 【VLOG in paris】louisvuitton fashionshowに密着! parisおすすめレストランなども♥ - YouTube（2020年3月1日）2021年4月19日閲覧。
2. ↑  【密着】リハーサルから一期会まで?! NMB48LIVEの裏側 - YouTube（2020年11月10日）2021年4月19日閲覧。
3. ↑  【NMB48】卒業コンサート密着!～リハーサルから本番まで全部見せます～【白間美瑠】 - YouTube（2021年9月8日）2021年10月4日閲覧。